# Hjärup
Hjärup est une localité de la commune de Staffanstorp en Suède. Elle est située sur la ligne de chemin de fer Södra stambanan entre Malmö et Lund.

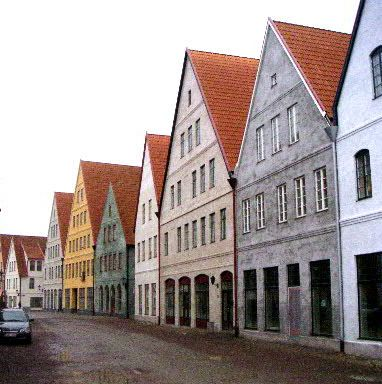
Le nouveau quartier Jakriborg